# 对民主的批评
批评民主的言论通常是基于民主的目的、过程和成果。 自古典时期到近代以来，民主一般与“人民统治”，“多数统治”和通过直接选举或间接选举自由选择政府的选举联系在一起，但并未与特定群体联系在一起。

## 民主目的的批评

### 专业化社会受损
民主可能损害专业化社会的利益。当鼓励普通公民参加该国的政治生活，他们有权力通过民主的投票竞选和使用新闻程序直接影响政府政策的时候。结果是，政府政策可能会更多受到非专家意见的影响，从而削弱其有效性，尤其是在一项政策在技术上非常复杂，或公众知情不足的情况下。例如，不能保证那些竞选政府经济政策的人本身就是专业经济学家，或者在这个特定学科上具有学术才能，无论他们是否受过良好的教育。从本质上讲，这意味着民主政府可能无法为最多的人提供最大的利益。但是，有些人认为，这甚至不应该成为民主国家的目标，因为根据该目标，少数人可能会受到严重虐待。

## 民主过程的批评

### 政治不稳定
民主不一定能提供足够的政治稳定。由于政府通过选举产生，民主国家在国内和国际上的政策往往会经常变化。即使一个政党长期保持执政权，来自大众媒体的大肆宣传，头条新闻抗议和严厉批评往往也会带来出人意料的政治变局。商业和移民方面政策频繁变更可能会阻碍投资，从而阻碍经济增长。由于这个原因反民主人士提出了这样的想法，即民主对于发展中国家来说是不可取的，在发展中国家，经济增长和减少贫困是头等大事。

#### 短视
由于联盟政府的不稳定，民主也因为频繁的选举而受到批评。许多国家（例如印度）在选举通常形成联盟，而联盟的基础主要是为了实现可行的多数而不是意识形态上的合意。

#### 腐败
每个国家对腐败的界定不一样。例如，在美国及台灣，政治献金常淪為财团出钱收买政客的政策，間接造成腐敗。

### 系统的效率
经济学家唐纳德·威特曼（Donald Wittman）写了许多著作，试图对付同事之间普遍存在的对民主的批评。他认为，民主是建立在理性选民，竞争性选举和相对较低的政治交易成本的前提下的。梅尔策（Meltzer）和理查德（Richard）等经济学家补充说，随着民主国家工业活动的增加，人民对政府补贴和支持的需求也随之增加。根据中位数选民定理，实际上只有少数人掌握着国家的力量平衡，许多人可能对他们的决定不满意。他们认为，以这种方式，民主制是无效的。 在这种方式，他们认为，民主国家效率低下。

### 对政治宣传的警惕

#### 缺乏政治教育
选民可能未受足够的教育以谨慎地行使其民主权利。政治家因此可能会利用选民的非理性，并在公共关系和战术领域而不是意识形态上进行更多竞争，这极易引起暴民政治。尽管反对民主的论据经常被民主的拥护者视为维持或复兴传统等级制和专制统治的尝试，但为进一步发展论点进行了许多扩展。

#### 打压政治对手
民主政体中依然可以发现利用公众恐惧压制不同政见。例如在2016年土耳其的清洗后，有超过110,000人被清除，近40,000人被关押。

## 民主成果的批评

### 暴民统治
根据柏拉图，在民主制度下，寡头或商人无法有效地行使权力，人民接管了人们的选举，选拔了一些按照自己的意愿行事的人。但是，政府给予人民太多的自由，国家将会沦为暴民统治。

### 多数暴政
许多国家在宪法中限制了立法机构可以通过的法律类型。这些限制中一部分背后的基本思想是，大多数人口及其当选的立法机关经常可能成为少数群体迫害的来源，例如种族歧视和性取向歧视。在1930年代中期和1970年代中期的民主国家瑞典，政府强行为数千名无辜妇女进行了绝育手术。她们由于“精神缺陷”或仅仅因为他们是混血儿（尤其是与萨米人）而被绝育。